# 长城乡 (吴起县)
长城乡是中国陕西省延安市吴起县下辖的一个乡。

## 行政区划
长城乡下辖以下行政区：
长城村、孙崾岘村、榆树坪村、马新庄村、西郊村、双湾涧村、河则沟村、安门村、墩洼村、黄涧村、二道坝村、小河畔村